# Stuart Whitman
Pour les articles homonymes, voir Whitman.
Stuart Maxwell Whitman, né le 1er février 1928 à San Francisco (Californie) et mort le 16 mars 2020 à Montecito (CDP, en Californie), est un acteur et producteur de télévision américain.

## Biographie
Stuart Whitman commence sa carrière au cinéma en 1951. Il obtient l'un de ses rôles marquants aux côtés de John Wayne, dans Les Comancheros (1961). S'il tourne surtout des films américains, il participe également à des productions étrangères (ou à des coproductions), comme le film franco-italien Le Jour et l'Heure (1963), avec Simone Signoret, le film britannique Ces merveilleux fous volants dans leurs drôles de machines (1965), ou encore le film mexicain Guyana, la secte de l'enfer, de René Cardona Jr. (1979). Notons que pour son rôle principal dans le film britannique La Marque (1961), il obtient en 1962 une nomination à l'Oscar du meilleur acteur. 
En 1952, il entame une collaboration très prolifique avec la télévision (séries, téléfilms) ; il y est surtout connu pour son rôle-vedette du Marshal Jim Crown, dans la série-western Cimarron (1967-1968), dont il est en outre coproducteur (par l'intermédiaire de sa compagnie "Stuart Whitman Corporation") des 23 épisodes.  
Pour sa contribution au cinéma, une étoile lui est dédiée sur le Walk of Fame d'Hollywood Boulevard.

## Filmographie partielle

### cinéma
- 1951 : Le Choc des mondes (When Worlds Collide) de Rudolph Maté (non crédité)
- 1952 : Barbed Wire de George Archainbaud
- 1952 : Une minute avant l'heure H (One Minute to Zero) de Tay Garnett (non crédité)
- 1953 : Le Prince de Bagdad (The Veils of Bagdad) de George Sherman
- 1953 : Le Déserteur de Fort Alamo (The Man from Alamo) de Budd Boetticher
- 1953 : Désir de femme (All I Desire) de Douglas Sirk (non crédité)
- 1953 : Les Révoltés de la Claire-Louise (Appointment in Honduras) de Jacques Tourneur (non crédité)
- 1953 : Le Démon blond (The All American) de Jesse Hibbs
- 1953 : Les Yeux de ma mie (Walking My Baby Back Home) de Lloyd Bacon
- 1954 : Rhapsodie (Rhapsody) de Charles Vidor
- 1954 : Prisonnier de guerre (en) (Prisoner of War) d'Andrew Marton
- 1954 : Quatre Étranges Cavaliers (Silver Lode) d'Allan Dwan (non crédité)
- 1954 : Return from the Sea de Lesley Selander
- 1954 : Brigadoon de Vincente Minnelli (non crédité)
- 1954 : Tornade (Passion) d'Allan Dwan
- 1955 : Mélodie interrompue (Interrupted Melody) de Curtis Bernhardt
- 1955 : Le Brave et la Belle (The Magnificent Matador) de Budd Boetticher
- 1955 : King of the Carnival (en) de Franklin Adreon
- 1956 : Diane de Poitiers (Diane) de David Miller (non crédité)
- 1956 : Sept Hommes à abattre (Seven Men from now) de Budd Boetticher
- 1957 : Meurtrière ambition (Crime of Passion) de Gerd Oswald
- 1957 : Les Tambours de la guerre (War Drums) de Reginald Le Borg
- 1957 : La Fille aux bas noirs (The Girl in Black Stockings) d'Howard W. Koch
- 1957 : Johnny la bagarre (Johnny trouble) de John H. Auer
- 1957 : Hell Bound de William J. Hole
- 1957 : Bombardier B-52 (Bombers B-52) de Gordon Douglas
- 1958 : Les commandos passent à l'attaque (Darby's Rangers) de William A. Wellman
- 1958 : 10, rue Frederick (Ten North Frederick) de Philip Dunne
- 1958 : China Doll de Frank Borzage
- 1958 : The Decks Ran Red (en) d'Andrew L. Stone
- 1959 : Le Bruit et la Fureur (The Sound and the Fury) de Martin Ritt
- 1959 : Duel dans la boue (These thousand Hills) de Richard Fleischer
- 1959 : Le Vagabond des Bois Maudits (Hound-Dog Man) de Don Siegel
- 1960 : Crime, société anonyme (Murder, Inc.) : Joey Collins
- 1960 : L'Histoire de Ruth (The Story of Ruth) d'Henry Koster
- 1961 : The Fiercest Heart de George Sherman
- 1961 : La Marque (The Mark) de Guy Green
- 1961 : François d'Assise (Francis of Assisi) de Michael Curtiz
- 1961 : Les Comancheros (The Comancheros) de Michael Curtiz
- 1962 : Convicts 4 de Millard Kaufman

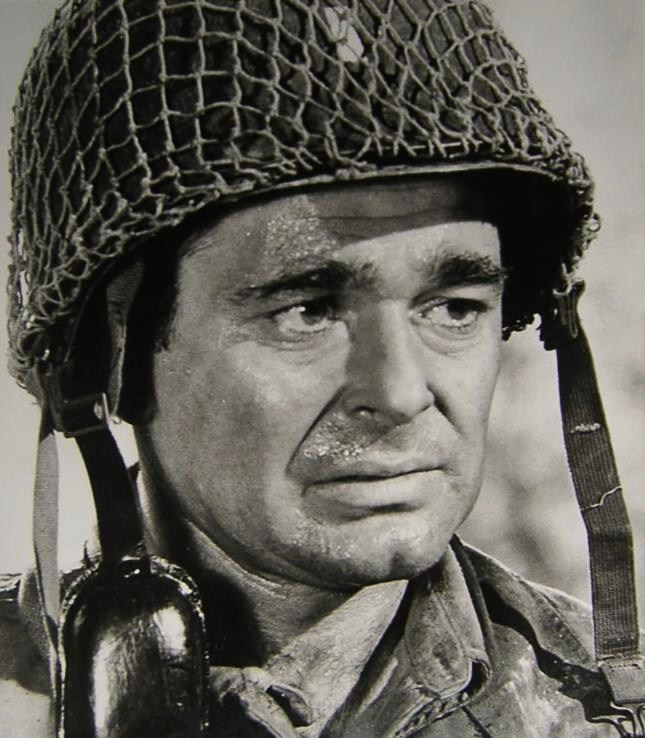
Stuart Whitman dans Le Jour le plus long (1962, photo promotionnelle).

- 1962 : Le Jour le plus long (The Longest Day) de Ken Annakin, Andrew Marton ...
- 1963 : Le Jour et l'Heure de René Clément
- 1964 : Shock Treatment (La mission de mister Manning) de Denis Sanders
- 1964 : Rio Conchos de Gordon Douglas
- 1965 : Ces merveilleux fous volants dans leurs drôles de machines (Those Magnificent Men in their Flying Machines ...) de Ken Annakin
- 1965 : Les Sables du Kalahari (Sands of the Kalahari) de Cy Endfield
- 1965 : Signpost to Murder de George Englund
- 1966 : Sursis pour une nuit (An American Dream)  de Robert Gist
- 1969 : Tendres Chasseurs (Ternos Caçadores) de Ruy Guerra
- 1970 : Les Héros de Yucca (The Invincible Six) de Jean Negulesco
- 1970 : La Dernière Évasion (The Last Escape) de Walter Grauman
- 1971 : Captain Apache d'Alexander Singer
- 1972 : Les Rongeurs de l'apocalypse (Night of the Lepus) de William F. Claxton
- 1972 : Cours, couguar, cours (Run, Cougar, Run) de Jerome Courtland
- 1974 : Welcome to Arrow Beach (en) de Laurence Harvey
- 1975 : Un dénommé Mister Shatter de Michael Carreras
- 1975 : Crazy Mama de Jonathan Demme
- 1975 : Las Vegas Lady (en) de Noel Nosseck
- 1975 : Johnny Barrows de Fred Williamson
- 1976 : Spécial Magnum (Una Magnum Special per Tony Saitta) d'Alberto De Martino
- 1976 : Le Crocodile de la mort (Eaten Alive) de Tobe Hooper
- 1977 : Le Bison blanc (The White Buffalo) de J. Lee Thompson
- 1977 : Ruby de Curtis Harrington
- 1979 : The Treasure Seekers d'Henry Levin
- 1979 : Guyana, la secte de l'enfer (Guyana : Crime of the Century) de René Cardona Jr.
- 1980 : La Rage de tuer (Traficantes de pánico) de René Cardona Jr.
- 1981 : Le Club des monstres (The Monster Club) de Roy Ward Baker
- 1981 : Les doigts du diable (Demonoid: Messenger of Death) d'Alfredo Zacarías
- 1981 : Butterfly de Matt Cimber
- 1982 : Safari Cannibal (Horror Safari) d'Alan Birkinshaw
- 1985 : Les Diamants de l'Amazone (The Treasure of the Amazon) de René Cardona Jr.
- 1998 : Le Ranch de l'amour (Second Chances) de James Fargo

### Télévision

#### Séries télévisées

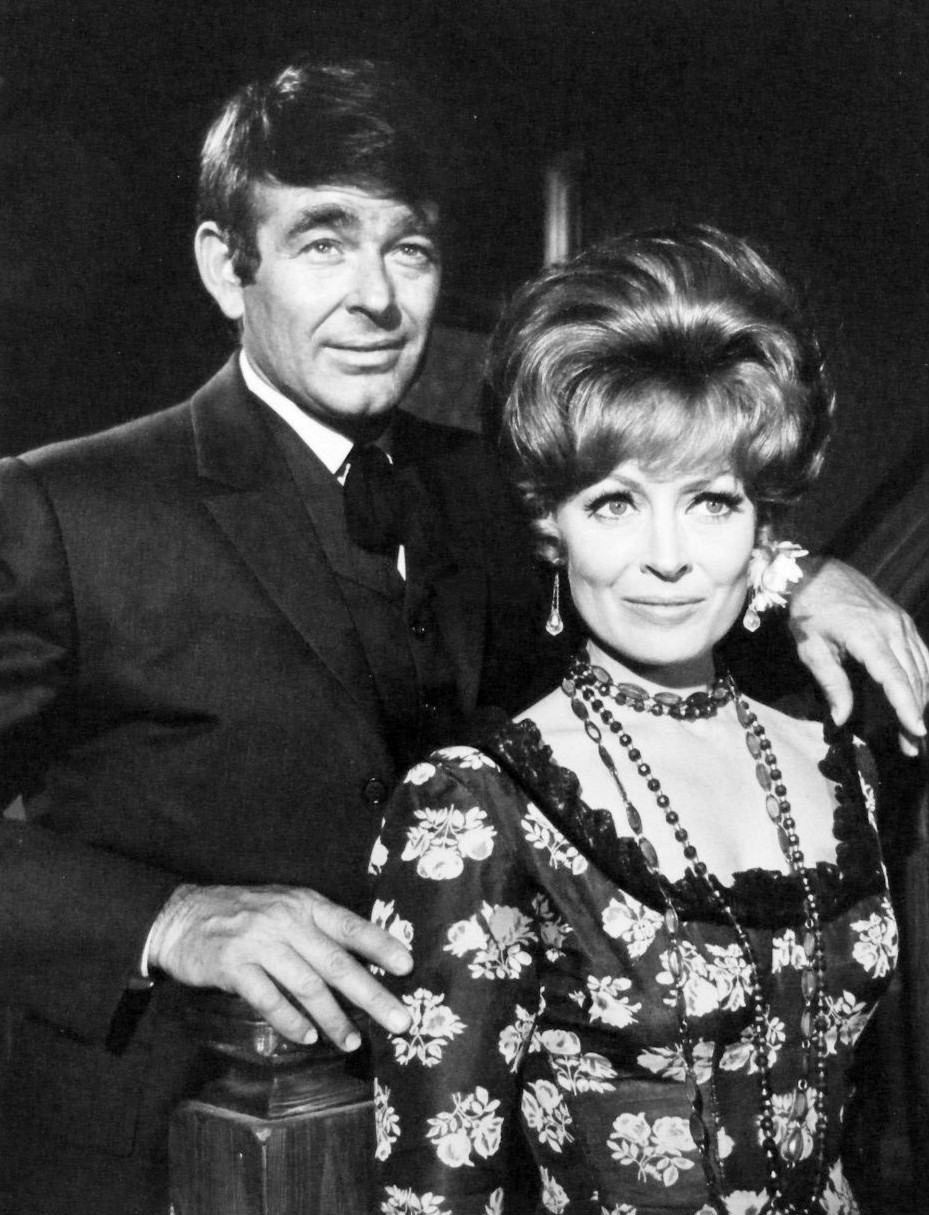
Stuart Whitman et Victoria Shaw, dans Cimarron
(1968, photo promotionnelle).

- 1956 : Gunsmoke ou Police des Plaines (Gunsmoke ou Marshal Dillon)
  - Saison 2, épisode 14 Cholera d'Andrew V. McLaglen
- 1967-1968 : Cimarron
  - Saison unique, 23 épisodes : Marshal Jim Crown (+ coproducteur, par l'intermédiaire de la "Stuart Whitman Corporation")
- 1970-1973 : Sur la piste du crime (The F.B.I.)
  - Saison 6, épisode 9 The Impersonator (1970) de William Hale
  - Saison 7, épisode 8 The Watch Dog (1971)
  - Saison 8, épisode 20 The Double Play (1973) de Seymour Robbie
- 1973 : Les Rues de San Francisco (The Streets of San Francisco)
  - Saison 1, épisode 17 Le Traquenard (The Set-Up) de George McCowan
- 1973 : Le Monde merveilleux de Disney (The Wonderful World of Disney ou Disneyland)
  - Saison 20, épisodes 8 et 9 Run, Cougar, Run, Parts I & II de Jerome Courtland
- 1974 : Police Story
  - Saison 1, épisode 11 Chain of Command de Leo Penn
- 1975 : Cannon
  - Saison 5, épisode 8 Pris entre deux feux (Man in the Middle)
- 1976 : Section 4 (S.W.A.T.)
  - Saison 2, épisodes 16 et 17 The Running Man, Parts I & II de George McCowan
- 1977 : Quincy (Quincy, M.E.), Saison 1, épisode 4 Hot Ice, Cold Hearts
- 1978-1984 : L'Île fantastique (Fantasy Island)
  - Saison 1, épisode 10 Superstar / Salem (1978) d'Earl Bellamy
  - Saison 2, épisode 11 Carnival / The Vaudevillians (1978) et épisode 19 Spending Spree / The Hunted (1978)
  - Saison 4, épisode 16 Chorus Girl / Surrogate Father (1981)
  - Saison 5, épisode 4 The Lady and the Monster / The Last Cowboy (1981) de Don Chaffey
  - Saison 6, épisode 1 The Curse of the Moreaus / My Man Friday (1982) ; Saison 7, épisode 21 Bojangles and the Dancer / Deuces Are Wild (1984)
- 1981 : Bizarre, bizarre (Tales of the Unexpected)
  - Saison 4, épisode 3 The Boy who talked with Animals d'Alan Gibson
- 1982-1984 : Matt Houston
  - Saison 1, épisode 2 Vengeance à la une (Stop the Presses, 1982) de Don Chaffey
  - Saison 3, épisode 11 Deadly Games (1984)
- 1982-1986 : Simon et Simon (Simon & Simon)
  - Saison 2, épisode 6 Rough Rider rides again (1982) de Burt Kennedy
  - Saison 6, épisode 3 Still Phil after all these Years (1986) de Vincent McEveety
- 1983-1987 : Agence tous risques (The A-Team)
  - Saison 1, épisode 10 Bataille rangée (West Coast Turnaround, 1983)
  - Saison 4, épisode 8 Grand prix (Blood, Sweat, and Cheers, 1985) de Sidney Hayers
- 1984 : K 2000 (Knight Rider)
  - Saison 2, épisode 24 Travaux publics ou Du gros métal (Big Iron) de Bernard L. Kowalski
- 1984-1992 : Arabesque (Murder, she wrote)
  - Saison 1, épisode 7 Voiture sans chauffeur (Hit, Run and Homicide, 1984)
  - Saison 2, épisode 15 Cocktail explosif (Powder Keg, 1986) de John Llewellyn Moxey
  - Saison 4, épisode 9 Le Jardin d'Éden (Trouble in Eden, 1987)
  - Saison 8, épisode 13 La Maison maudite (Incident in Lot#7, 1992) d'Anthony Pullen Shaw
- 1985 : Rick Hunter (Hunter)
  - Saison 2, épisode 3 le Caïd (The Biggest Man in Town)
- 1986 : Le Juge et le Pilote (Hardcastle and McCormick)
  - Saison 3, épisode 17 Les Retrouvailles (Round Up the Old Gang)
- 1988-1992 : Superboy
  - Saison 1, épisode 10 (Eaux troubles, 1988) de Reza Badiyi ; épisodes 13 et 14 (La Revanche de l'alien, 1re et 2e parties, 1989) et épisode 22 (Le Fantôme de la troisième division, 1989)
  - Saison 2, épisodes 18 et 19 : Superboy vers Krypton (1re et 2e parties, 1990)
  - Saison 3, épisodes 17 et 18 : Rebirth 1re et 2e parties, 1991)
  - Saison 4, épisodes 21 et 22 : Rites of Passage (1re et 2e parties, 1992)
- 1990 : Côte Ouest (Knots Landing), feuilleton
  - Saison 11, épisode 14 Une longue route (Road Trip), épisode 15 Mon premier amour (My First Born), épisode 16 Hors de tout contrôle (Out of Control), épisode 18 Un effet sournois (The Ripple Effect) et épisode 19 Le Violeur grimé (The Grim Reaper)
- 1993 : Brisco County (The Adventures of Brisco County Jr.)
  - Saison unique, épisode 1 Le train ne sifflera pas trois fois (Pilot) de Bryan Spicer

#### Téléfilms
- 1965 : Starr, First Baseman d'Arthur Hiller
- 1971 : La Cité sous la mer (City beneath the Sea) d'Irwin Allen
- 1973 : The Cat Creature de Curtis Harrington
- 1978 : Le Pirate (The Pirate) de Ken Annakin
- 1985 : Enquête à Beverly Hills (Beverly Hills Cowgirl Blues) de Corey Allen
- 1987 : Stillwatch de Rod Holcomb
- 1988 : Le Dernier Western (Once Upon a Texas Train) de Burt Kennedy
- 1995 : Wounded Heart de Vic Sarin
- 2000 : L'Homme du président (The President's Man), d'Eric Norris et Michael Preece